# Nicola Musto
Nicola Musto (Trani, 22 agosto 1919 – 5 aprile 1961) è stato un politico e sindacalista italiano, eletto nella III legislatura alla Camera dei deputati.

## Biografia
Impiegato e dirigente sindacale, fu segretario generale della Camera del Lavoro CGIL di Bari dal 1956 al 1960.
Alle elezioni politiche del 1958 viene eletto con il Partito Comunista Italiano alla Camera dei deputati per la III legislatura. Muore il 5 aprile 1961, all'età di 41 anni, da parlamentare in carica e viene sostituito a Montecitorio da Ada Del Vecchio Guelfi.